# 최윤영 (방송인)
최윤영(崔允瑛, 1977년 9월 12일~ )은 대한민국의 방송인이다.
2001년 MBC에 아나운서로 동시 합격했지만 상대적으로 분위기가 자유로운 MBC를 선택했는데 2012년 8월에 육아 문제로 퇴사하였다.

## 경력
| 연도             | 사항              |
| ---------------- | ----------------- |
| 1998 ~ 2001      | EBS 리포터        |
| 2001.12 ~ 2012.8 | MBC 공채 아나운서 |

## 학력
- 소화초등학교 졸업
- 세화여자중학교 졸업
- 대원외국어고등학교 영어과 졸업
- 서울대학교 사범대학 영어교육학과 졸업

## 출연작

### 텔레비전 프로그램
- MBC 뉴스데스크 (주말 - 2003년 10월 11일 ~ 2004년 10월 3일)
- 출발 비디오 여행
- 생방송 오늘 아침 (2006년 5월 1일 ~ 2011년 5월 27일)
- 최윤영의 세계 다큐 기행
- 희망 특강 파랑새(2009~2010)
- W
- 생방송 아주 특별한 아침 (2002년 4월 1일 ~ 2006년 4월 28일)
- 네버 엔딩 스토리
- 에너지
- 꼭 한번 만나고 싶다(2006년 11월 10일 ~ 2007년 5월 18일)
- 와! e 멋진 세상
- MBN 아궁이
- CGNTV 거룩한 바보들
- TV조선 닥터스마일
- TV조선 청.바.지
- CTS기독교TV 7000미라클
- CTS기독교TV 다함께 찬찬찬
- CTS기독교TV CTS두란노성경교실 인바이블

### 라디오 프로그램(진행, 출연)
- 최윤영의 프리 스테이션
- 최윤영의 영화 음악
- EBS 책 읽는 라디오 낭독 시리즈(2015년, EBS FM)
- 라디오 행복한 교육세상 (2016년 2월 29일 ~ 2017년 8월 26일, EBS FM)

### 광고
- 유한킴벌리 화이트
- LG생활건강 클링스